# Метовница
Метовница је насељено место града Бора у Борском округу. Метовница се налази се на путу Брестовачка Бања - Зајечар, а источни  део атара је у близини магистралног пута Параћин - Зајечар. Насеље лежи у долини Брестовачке реке, у близини њеног ушћа у Црни Тимок. Према попису из 2022. у насељу је било 775 становника.

## Географија
Насеље је разбијеног типа, налази се на надморској висино од 130 до 350 мнв и простире се око десет километара уздуж подножја коса које се протежу дуж Брестовачке реке, са обе стране, чинећи утисак клисуре. Реони у којима се налази село, зову се: Сеоско Брдо, Попово Брдо, Спинет, Лунка, Сува Река, Тимок, Џаново поље, Божуров поток, Беличино поље, Рошково поље.
Брестовачка река се на источном крају села у близини бивше железничке станице улива у Црну Реку а према подацима само је једном плавила село, и то 1915. године.
Околна места су са северозапада Брестовац, са севера Слатина, са истока Николичево, са југа Гамзиград и са запада Шарбановац.

## Историја
У атару села близу обала Црног Тимока су евидентирана три праисторијска локалитета из периода старијег неолита (старчевачка култура) и раног средњег и бронзаног доба, као и из млађег гвозденог доба односно латенске културе.
Према писаним изворима Метовница се некада налазила у Продановом пољу где постоје неидентификовани остаци античке вароши, а на путу за Шарбановац се налази један брежуљак који се зове Манастирско брдо што је такође индикатор старости насеља.
О настанку имена села постоје три предања. По једном се назив села везује за Старословенски назив мед који значи бакар јер се сматра да је на овим просторима постојао рудник бака о чему су постојали скромни трагови и остаци рударења о томе да су руду овде копали римљани још у четвртом веку.
Друга верзија је да име села потиче по меду јер су се у овим крајевима гајиле пчеле, на влашком албина што има везе са потесом Албина (Пчелино поље) где је било остатака неке грађевине за које се причало да је била црква, а постоји и Медовнички поток.
Трећа теорија се везује за турске пописе из 1560. године у којима се јављају два села Доња Метелница (Метефница) која је имала 6 кућа и Горња Метелница која је имала 15 кућа.
Од 14. јануара 1911. године до 25. маја 1968. године до Метовнице је ишла пруга уског колосека која се од 1912. године повезивала са пругом Зајечар-Параћин. И данас се може видети зграда железничке станице и стари железнички мост изграђен 1912. године а преко кога се још увек може прелазити и колима. Овом пругом у почетку радници који су радили у Борском руднику бесплатно се превозили на посао.

## Насеље данас
Становници се једним делом баве пољопривредом док је највећи део запослен у РТБ-у Бор а данас Зијин и у новом руднику Чукару Пеки који је отворен 2021. године на простору између Бора, Слатине, Николичева, Брестовца и Метовнице.
У центру насеља су у Дом културе, Школа, Црква, Пошта и продавнице, а у току је и изградња водовода.
Сеоске заветине су Петровдан и Илиндан.

## Демографија
Према турском попису насеља на царској хасовини, 1560. године на овом подручју је уписана Доња Метелница (Метефница) са 6 кућа и Горња Метелница са 15 кућа. Према попису из 1866. године, било је 890 становника од којих су 4 знали писати.
Према попису из 2022. у Метовници живи 775 становника што је за 336 мање (-30,24%) у односу на попис из 2011. када је било 1.111 становника. Ово је највећи пад броја становника од било ког борског насеља за овај период. У насељу има 694 пунолетних становника, а просечна старост становништва износи 50,52 година (47,69 код мушкараца и 53,42 код жена).
Према подацима пописа из 2022. у насељу има 266 домаћинства, а просечан број чланова по домаћинству је 2,91, а према попису из 2002. у насељу има 297 домаћинства, а просечан број чланова по домаћинству је 3,67.
Ово насеље је углавном насељено Власима (према попису из 2002. године), а у последња три пописа, примећен је пад у броју становника.
|             | \| Демографија[10] \| Демографија[10] \| Демографија[10] \| \| Година \| Становника \| Становника \| \| --------------- \| --------------- \| --------------- \| \| 1948. \| 2.002 \| \| \| 1953. \| 2.086 \| \| \| 1961. \| 2.160 \| \| \| 1971. \| 1.988 \| \| \| 1981. \| 1.794 \| \| \| 1991. \| 1.569 \| 1.548 \| \| 2002. \| 1.331 \| 1.382 \| \| 2011. \| 1.111 \| \| \| 2022. \| 775 \| \| |            |
| Демографија | |            |
| Година      | Становника | Становника |
| 1948.       | 2.002 |            |
| 1953.       | 2.086 |            |
| 1961.       | 2.160 |            |
| 1971.       | 1.988 |            |
| 1981.       | 1.794 |            |
| 1991.       | 1.569 | 1.548      |
| 2002.       | 1.331 | 1.382      |
| 2011.       | 1.111 |            |
| 2022.       | 775 |            |

| Етнички састав према попису из 2002.‍ | Етнички састав према попису из 2002.‍ | Етнички састав према попису из 2002.‍ | Етнички састав према попису из 2002.‍ | Етнички састав према попису из 2002.‍ |
| ------------------------------------ | ------------------------------------ | ------------------------------------ | ------------------------------------ | ------------------------------------ |
|                                      |                                      |                                      |                                      |                                      |
| Власи                                | Власи                                |                                      | 977                                  | 73,40%                               |
| Срби                                 | Срби                                 |                                      | 279                                  | 20,96%                               |
| Румуни                               | Румуни                               |                                      | 17                                   | 1,27%                                |
| Македонци                            | Македонци                            |                                      | 2                                    | 0,15%                                |
| Црногорци                            | Црногорци                            |                                      | 1                                    | 0,07%                                |
| Хрвати                               | Хрвати                               |                                      | 1                                    | 0,07%                                |
| Словенци                             | Словенци                             |                                      | 1                                    | 0,07%                                |
| Словаци                              | Словаци                              |                                      | 1                                    | 0,07%                                |
| Југословени                          | Југословени                          |                                      | 1                                    | 0,07%                                |
| непознато                            | непознато                            |                                      | 5                                    | 0,37%                                |

| Година пописа     | 1948. | 1953. | 1961. | 1971. | 1981. | 1991. | 2002. |
| ----------------- | ----- | ----- | ----- | ----- | ----- | ----- | ----- |
| Број домаћинстава | 450   | 463   | 479   | 434   | 427   | 393   | 363   |

| Број чланова      | 1  | 2  | 3  | 4  | 5  | 6  | 7  | 8  | 9 | 10 и више | Просек |
| ----------------- | -- | -- | -- | -- | -- | -- | -- | -- | - | --------- | ------ |
| Број домаћинстава | 59 | 80 | 56 | 45 | 39 | 40 | 27 | 13 | 4 | 0         | 3,67   |

| Пол    | Укупно | Неожењен/Неудата | Ожењен/Удата | Удовац/Удовица | Разведен/Разведена | Непознато |
| ------ | ------ | ---------------- | ------------ | -------------- | ------------------ | --------- |
| Мушки  | 537    | 108              | 375          | 36             | 18                 | 0         |
| Женски | 599    | 46               | 374          | 146            | 33                 | 0         |
| УКУПНО | 1.136  | 154              | 749          | 182            | 51                 | 0         |

| Пол    | Укупно                    | Пољопривреда, лов и шумарство | Рибарство                            | Вађење руде и камена | Прерађивачка индустрија       |
| ------ | ------------------------- | ----------------------------- | ------------------------------------ | -------------------- | ----------------------------- |
| Мушки  | 239                       | 12                            | 0                                    | 43                   | 97                            |
| Женски | 102                       | 51                            | 0                                    | 1                    | 9                             |
| УКУПНО | 341                       | 63                            | 0                                    | 44                   | 106                           |
| Пол    | Производња и снабдевање   | Грађевинарство                | Трговина                             | Хотели и ресторани   | Саобраћај, складиштење и везе |
| Мушки  | 7                         | 10                            | 8                                    | 3                    | 17                            |
| Женски | 0                         | 0                             | 3                                    | 4                    | 3                             |
| УКУПНО | 7                         | 10                            | 11                                   | 7                    | 20                            |
| Пол    | Финансијско посредовање   | Некретнине                    | Државна управа и одбрана             | Образовање           | Здравствени и социјални рад   |
| Мушки  | 0                         | 5                             | 9                                    | 5                    | 7                             |
| Женски | 1                         | 0                             | 2                                    | 6                    | 12                            |
| УКУПНО | 1                         | 5                             | 11                                   | 11                   | 19                            |
| Пол    | Остале услужне активности | Приватна домаћинства          | Екстериторијалне организације и тела | Непознато            | Непознато                     |
| Мушки  | 3                         | 0                             | 0                                    | 13                   | 13                            |
| Женски | 3                         | 1                             | 0                                    | 6                    | 6                             |
| УКУПНО | 6                         | 1                             | 0                                    | 19                   | 19                            |

## Галерија
- Rudnik Čukaru Peki
- Predeo u okolini Metovnice
- Predeo u okolini Metovnice
- Železnički most u Metovnici
- Železnička stanica u Metovnici
- Crkva u Metovnici